# Polityka innowacyjna
Zasugerowano, aby zintegrować ten artykuł z artykułem Polityka innowacji. Nie opisano powodu propozycji integracji.
Polityka innowacyjna – rodzaj polityki gospodarczej, kojarzony zazwyczaj z takimi określeniami jak „high-tech”, „zaawansowane technologie” itp. 
Cechy charakterystyczne tego typu polityki to:
- wykorzystanie innowacji jako czynnika wzrostu gospodarczego oraz tworzącego kolejne miejsca pracy
- zmiany w przemyśle w płaszczyznach: technologii, techniki oraz jakości
- wykorzystywanie innowacji w procesach kształcenia
- ukazywanie nowych możliwości współpracy międzynarodowej i krajowej w dziedzinie innowacyjności gospodarki

Polityka innowacyjna jest szczególnie ważna z dwóch powodów:
- innowacje we współczesnym świecie odgrywają szczególną rolę we wzroście gospodarczym, dużo większą niż czynniki tradycyjne (ziemia, praca, kapitał)
- gospodarka powinna w zakresie innowacji zaspokajać potrzeby społeczeństwa, a nie jest to możliwe bez pomocy rządu

Polityka innowacyjna  państwa powinna dążyć do stworzenia odpowiedniego systemu umożliwiającego: lepsze powiązania pomiędzy nauką, techniką, administracją, rynkiem dające możliwość szybkiego wprowadzania innowacji poprawiających konkurencyjność rynku oraz jakość życia społeczeństwa. System innowacji aby móc dobrze funkcjonować musi być powiązany z odpowiednimi instrumentami z różnych obszarów (np. edukacja, finanse, informacja, prawo itd.)